# Leányvár (Miskolc)
Leányvár mára elpusztult földhalomvár a Bükk-vidék központi hegyeinek déli lejtőjén. Miskolctapolcától 3,5 kilométerre délre fekszik.

## Elhelyezkedése
A vár a 258 méter magas Leányvár-tetőn található.

## Története
A várat oklevelek nem említik, benne feltárás nem történt, így történetéről semmit sem tudunk. Sándorfi György a környék birtoklástörténete alapján a motte-típusú várak közé sorolta, Nováki Gyulával építését a 13. századra tették, és a németországi származású Lambert egri püspökhöz kapcsolták.
Újabban Baráz Csaba véleménye szerint az ismert mottéktől való formai eltérések miatt és régészeti leletek hiányában ez a vélemény nem megalapozott. Ő a kisgyőri Halomvárral együtt Leányvárat is vaskori kultikus építménynek tekinti. A vár környékén több, ovális alakú vaskori temetkezési hely (tumulus) is található.

## Feltárása
A várhegy szintvonalas felmérését Ráksi Miklós és Lossos Miklós végezte el 1967-ben.

## Leírása
A vár árkai jelentős méretűek (kb. 200×300 m), és jó állapotban maradtak fenn. A központi halom egy mély árokkal övezett, különösen nagy terület közepén található, az árkot a bejáratnál töltés szakítja meg. A vár területén falazott épületnek nincs nyoma.